# Ñaari cin
Le ñaari cin (littéralement en wolof : « deux marmites ») est un mode de préparation de mets de la cuisine sénégalaise.

## Description
Il s'agit d'un plat à base de riz, où la cuisson des ingrédients en sauce se fait séparément de la cuisson du riz. Cette méthode de cuisson distingue le ñaari cin du been cin, où les différents ingrédients sont ajoutés successivement.
Le mafé est un type particulier de ñaari cin. Les autres ñaari cin principaux sont les soupkànj, ou encore les domoda, les kaldu, les suluxu, les tiou et les yassa.